# Zalesie (Krosno)
Pour les articles homonymes, voir Zalesie.
Zalesie est une localité polonaise de la gmina de Miejsce Piastowe, située dans le powiat de Krosno en voïvodie des Basses-Carpates.